# 新米里夫卡
50°35′22″N 29°41′31″E / 50.58944°N 29.69194°E
新米里夫卡（烏克蘭語：Новомирівка）是位於烏克蘭北部的村莊，由基辅州布恰区的馬卡里夫市鎮負責管轄。該村面積0.37平方公里，海拔高度166米，2001年人口23，人口密度每平方公里115.9人。